# Halford proti Združenemu kraljestvu
Primer Halford proti Združenemu kraljestvu (št. 20605/92) z dne 25. junija 1997 je sodba Evropskega sodišča za človekove pravice. Gre za ameriški primer Katz vs. United States. Vrhovno sodišče ZDA je tam prvič uporabilo termin »razumno pričakovanje zasebnosti« in test razumnega pričakovanja zasebnosti. Zaščitilo je posameznikovo svobodno izvrševanje pravice do zasebnosti  povsod, kjer lahko upravičeno in razumno pričakuje uživanje svoje zasebnosti.

## Okoliščine primera
Alison Halford je bila namestnica načelnika Merseyside police. Proti svojim nadrejenim in vladi Združenega kraljestva je sprožila sodni postopek zaradi spolne diskriminacije, saj naj bi na podlagi tega njen delodajalec zavrnil njene možnosti za napredovanje. V tem postopku se je odkrilo, da so njeni nadrejeni brez kakršnegakoli naloga prisluškovali telefonom v njeni pisarni.
Imela je svojo pisarno z dvema telefonoma, eden od njiju je bil namenjen zasebnim klicem. Glede uporabe telefonov ni bilo nobenih omejitev, saj ji je nadrejeni dovolil opravljanje klicev zasebne narave. Telefona sta bila del notranje telefonske mreže Merseysideske policijske postaje, kjer je šlo je za telekomunikacijski sistem ločen od javne telefonske mreže. Vse klice je plačevala policija. S prisluškovanjem brez sodnega naloga so pridobili informacije, ki so jih nato uporabili v postopku.
Velika Britanija je do tedaj kot nezakonito prepovedovala le prisluškovanje na javnih telekomunikacijskih mrežah, zakon pa ni veljal za notranje, interne komunikacijske mreže. Vlada je menila, da Halfordova ni mogla razumno pričakovati zasebnosti teh klicev, saj naj bi delodajalec imel možnost brez vnaprejšnjega opozorila nadzorovati klice preko aparatov, ki jih je sam zagotavljal.

## Sodba Evropskega sodišča za človekove pravice (25.6.1997)
Prišlo je do kršitve 8. člena Evropske konvencije o človekovih pravicah:
8. člen EKČP (pravica do spoštovanja zasebnega in družinskega življenja):
- Vsakdo ima pravico do spoštovanja svojega zasebnega in družinskega življenja, svojega doma in dopisovanja
- Javna oblast se ne sme vmešavati v izvrševanje te pravice, razen, če je to določeno z zakonom v demokratični družbi zaradi državne varnosti, javne varnosti ali ekonomske blaginje države, zato da se prepreči nered ali zločin, da se zavaruje zdravje ali morala ali da se zavarujejo pravice in svoboščine drugih ljudi.

ESČP je ugotovilo, da telefonski pogovori, ki jih je pritožnica opravila v službi in v službenem času sodijo v domet "zasebnega življenje" in da se na podlagi vseh okoliščin pri svojem komuniciranju razumno pričakuje določena zasebnost. Posameznik torej lahko na delovnem mestu in pri uporabi službene opreme pričakuje določeno mero zasebnosti.
Zadoščeno je vsem merilom konvencije:
1. gre za javno oblast (policija za uporabo v postopku),
2. gre za zasebno življenje in korespondenco,
3. za poseg niso uporabili nobene od zakonitih poti.

Sodišče je opravilo preizkus kršitve pravice do zasebnosti po splošnem dvodelnem testu na podlagi dveh meril:
1. načelo zakonitosti
2. načelo sorazmernosti, ki ga je poglobilo z naslednjim dvodelnim testom razumnega pričakovanja zasebnosti:

1. oseba je pričakovala zasebnost in
2. to pričakovanje je bilo razumno.